# Meersburg
Meersburg est une petite ville d'Allemagne de Bade-Wurtemberg (arrondissement du Lac de Constance), située au bord du lac de Constance qui est célèbre pour son château. Elle compte environ 6 000 habitants.
La ville jouit d'une situation privilégiée, sur un plateau entouré de vignobles et de vergers offrant de beaux coups d'œil sur le lac de Constance.

## Géographie
Meersburg est située entre Friedrichshafen et Überlingen, sur la côte nord du lac de Constance, au point d'intersection de deux parties du lac : l'Obersee et l'Überlinger See. Elle se trouve en face de Constance.

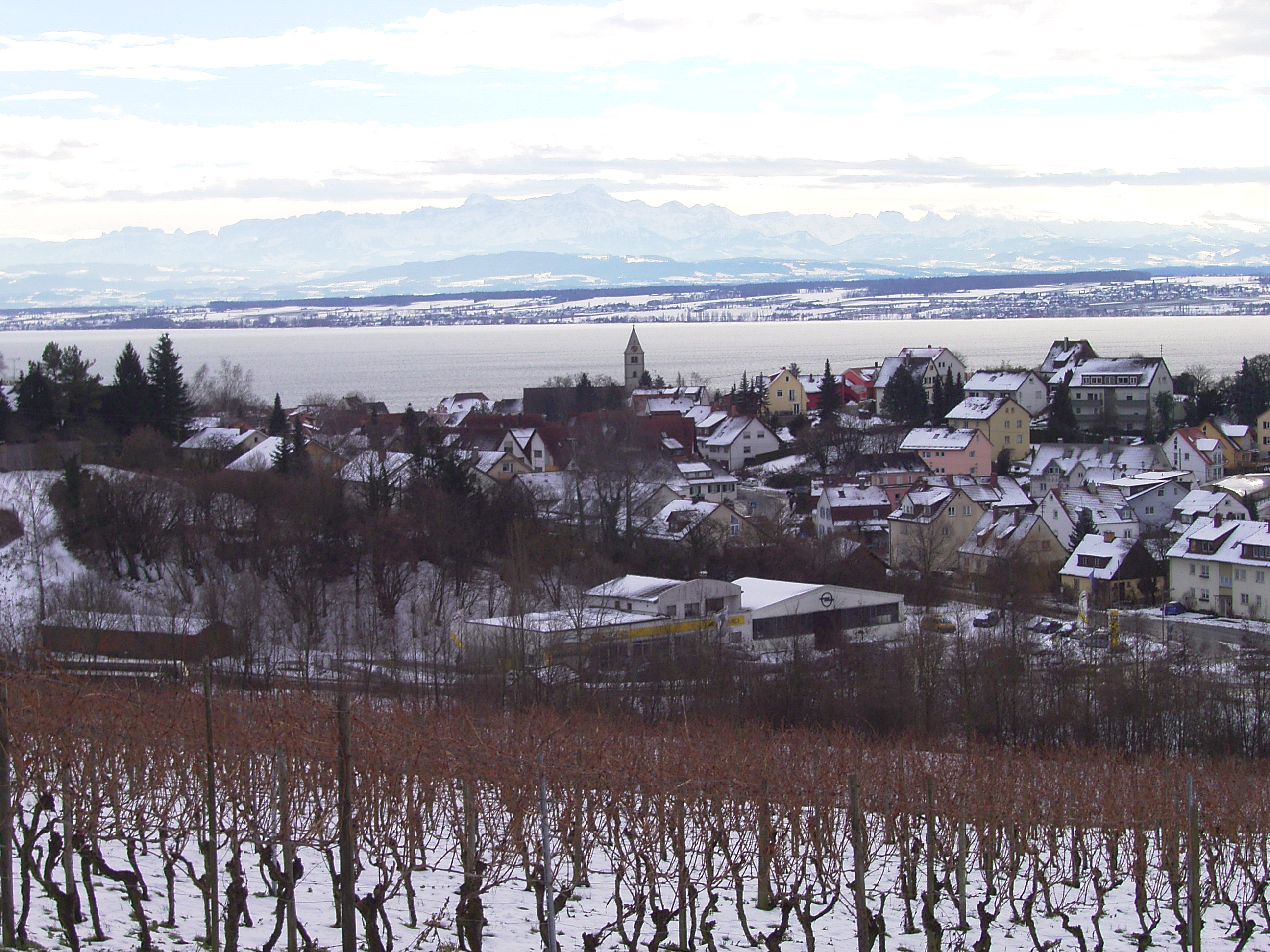
Meersburg, le lac de Constance et les Alpes.

## Histoire

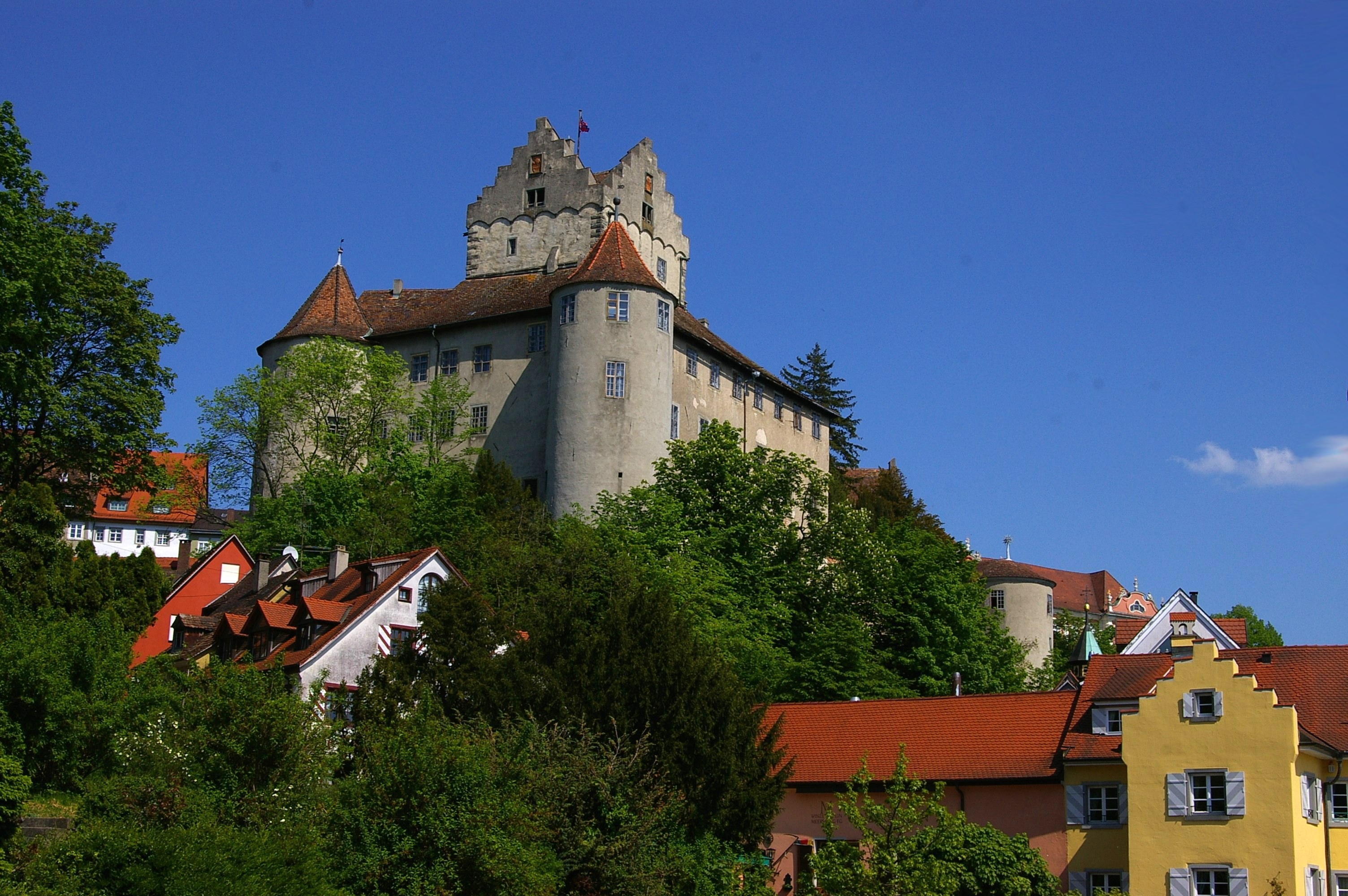
Vue du château fort de Meersburg.

Le nom de la ville provient de deux de ses éléments importants : Meer, le lac qui la borde et Burg, le château fort qui y est construit. Le Burg construit au-dessus de la partie basse de la ville, d’après une ancienne légende et une tradition de 1548, aurait été construit au VIIe siècle par le roi mérovingien Dagobert Ier.
Au-dessus, dans la partie haute de la ville, se trouve le Neue Schloss, le nouveau château, d’époque baroque. Jusqu’à la sécularisation, le Burg et le Neue Schloss étaient la propriété de l’évêché de Constance.
La commune obtint le statut de ville libre en 1299, mais continua d’appartenir à l’évêché de Constance, dont elle constitua la ville de résidence après la Réforme, lorsque la ville de Constance se convertit au protestantisme. Après le Recès de la Diète d'Empire de 1803, la ville de Meersburg fut rattachée, comme l’ensemble de l’évêché, à l'électorat de Bade.
Après la Seconde Guerre mondiale Meersburg a été comprise pendant quelques années dans la zone militaire française en Allemagne.

## Économie
Meersburg est réputée pour sa viticulture et son tourisme en raison du climat doux qui y règne, sous l'influence du lac de Constance. On y cultive les vins blancs (Mueller Thurgau), rosés (Weissherbst) et rouges (Spaetburgunder).

## Transports
La Bundesstrasse B 31 (qui prolongue la route nationale N 415 venant de Neuf-Brisach) mène de Breisach à Freiburg et après touche Meersburg et mène vers l'Autriche près de Lindau. Il faut quitter cette route en prenant la B 33 vers Meersburg Centre-Ville ou vers le bac pour Constance. Toute la ville historique est réservée aux piétons. Les bas quartiers au bord du lac de Constance et la ville haute de Meersburg sont associés par deux escaliers et une rue pour les piétons (« Steigstraße ») qui montent considerablement.

## Routes touristiques
Plusieurs routes touristiques (Ferienstraßen) touchent la ville de Meersburg. Les itinéraires du sud et de l'ouest de la Route Baroque de Haute-Souabe s'y rencontrent et se terminent. En  outre c'est le terminus sud de la route des poètes souabes (de) qui commence à Bad Mergentheim. L'itinéraire plus sud de la route des maisons à colombages allemands (de) qui commence à Mosbach va jusqu'à Meersburg. Enfin la Route verte (Europe), en allemand : Grüne Straße, qui commence dans les Vosges à  Contrexéville et traverse comme route transfrontalière le Rhin entre Neuf-Brisach et Vieux-Brisach passe dans son itinéraire nord par Meersburg et se termine à Lindau.

## Culture et monuments
Le style de la vieille ville a donc été considérablement influencé par la Contre-Réforme. La ville a toutefois conservé un quartier du Moyen Âge dont deux portes et des vestiges du mur d’enceinte.
Un des itinéraires du chemin de Saint-Jacques-de-Compostelle passe par Meersburg pour conduire ensuite à Constance.

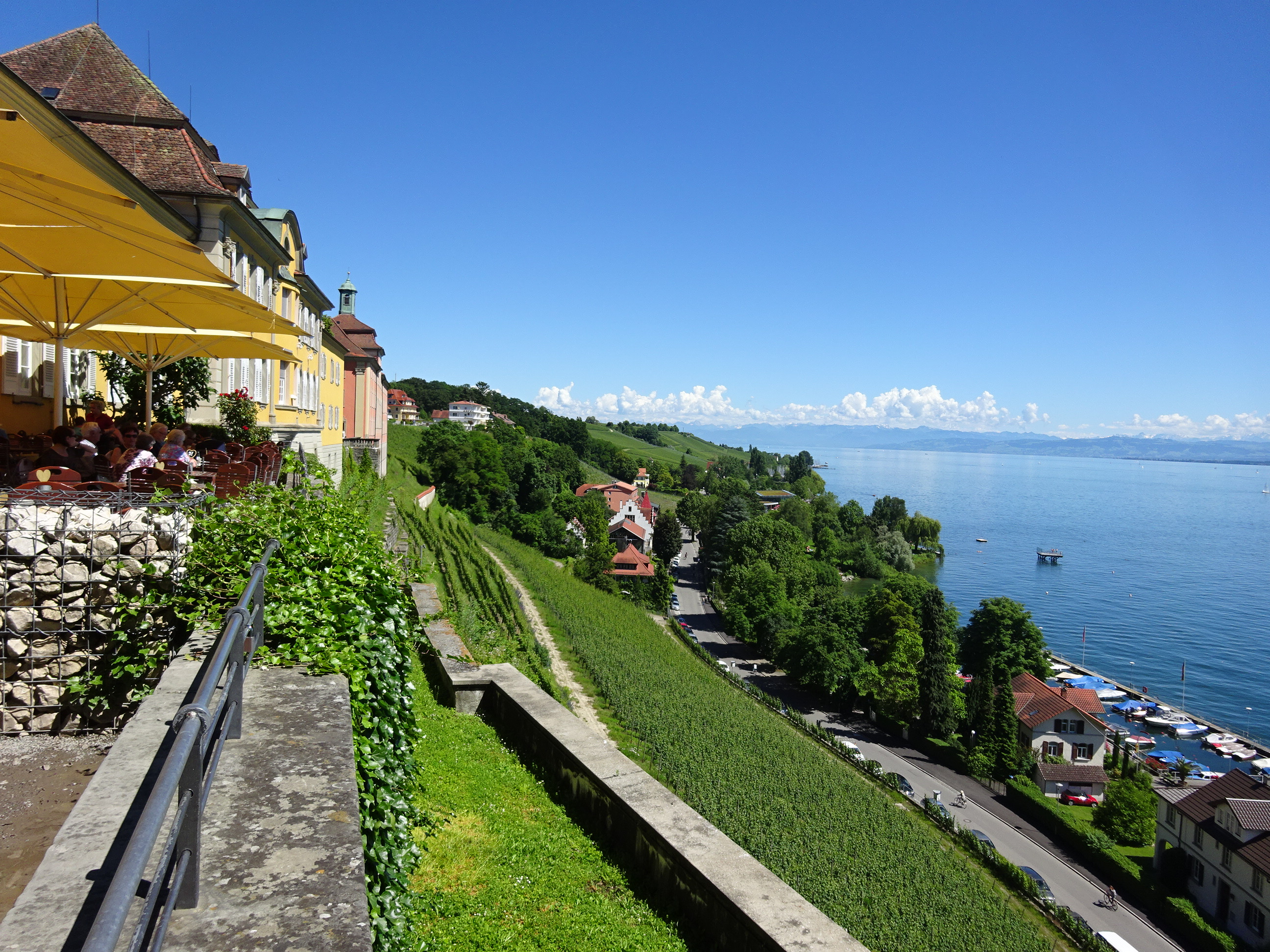
Le lac de Constance vu depuis Meersburg.
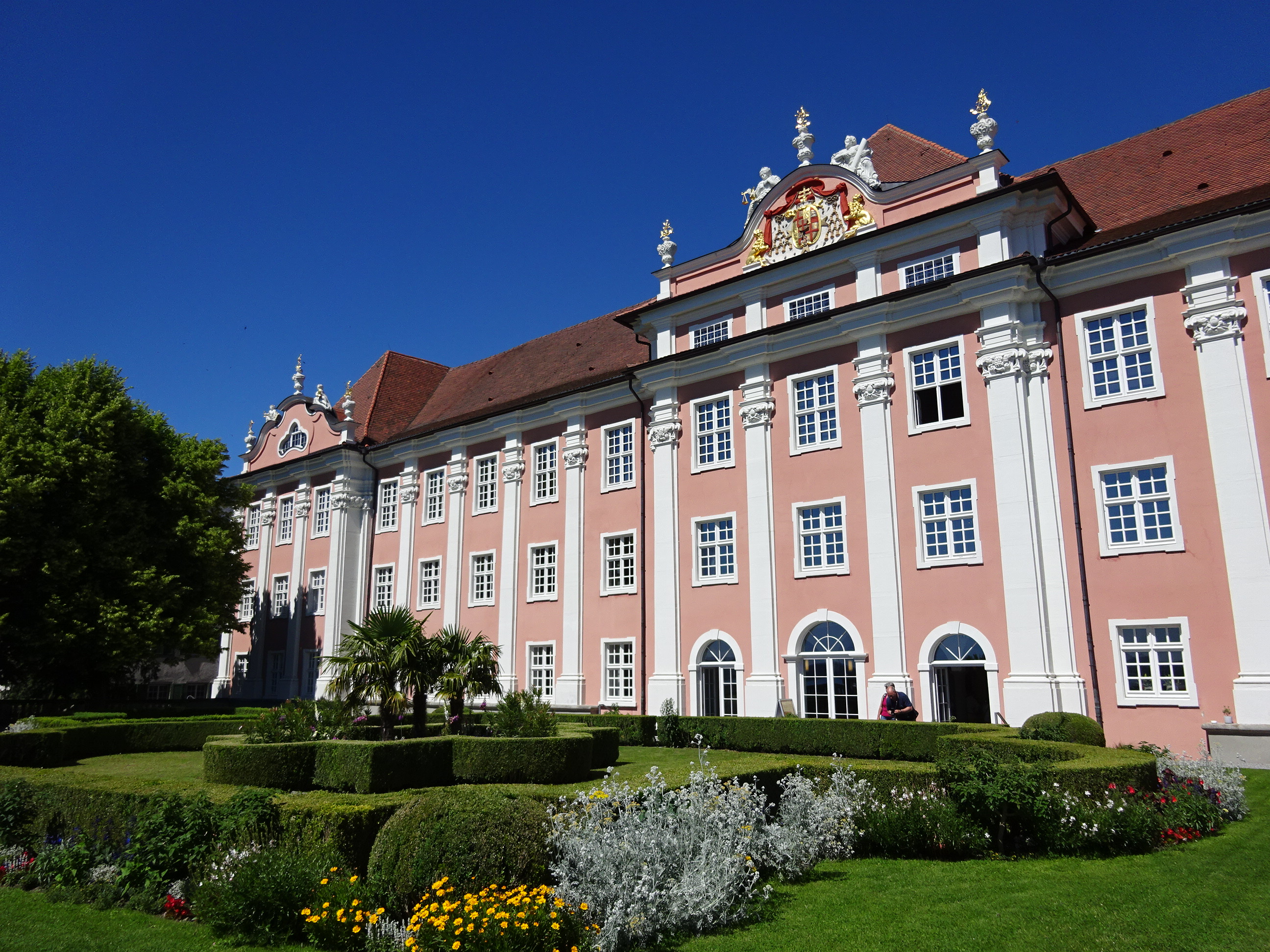
Nouveau château de Meersburg.
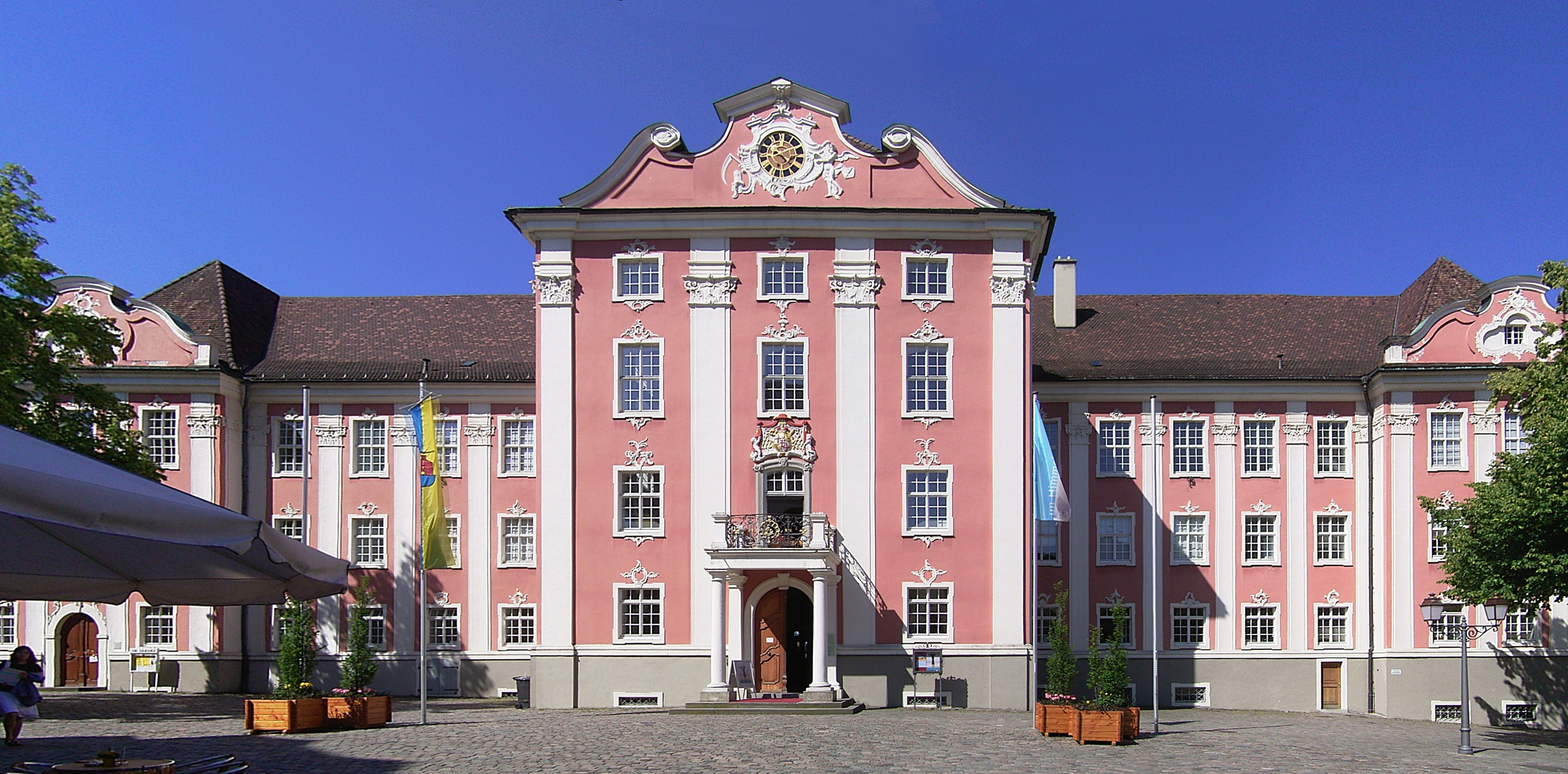
Nouveau château (Neues Schloss).
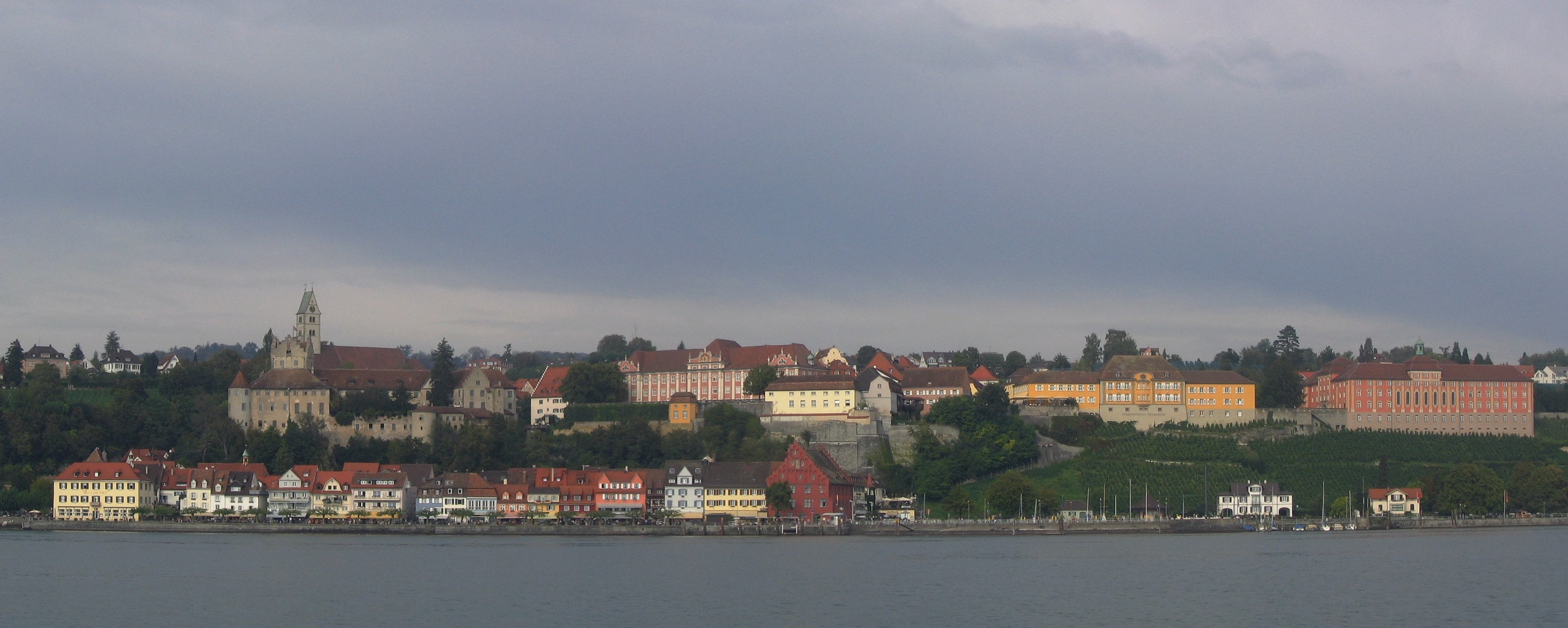
Panorama de Meersburg.
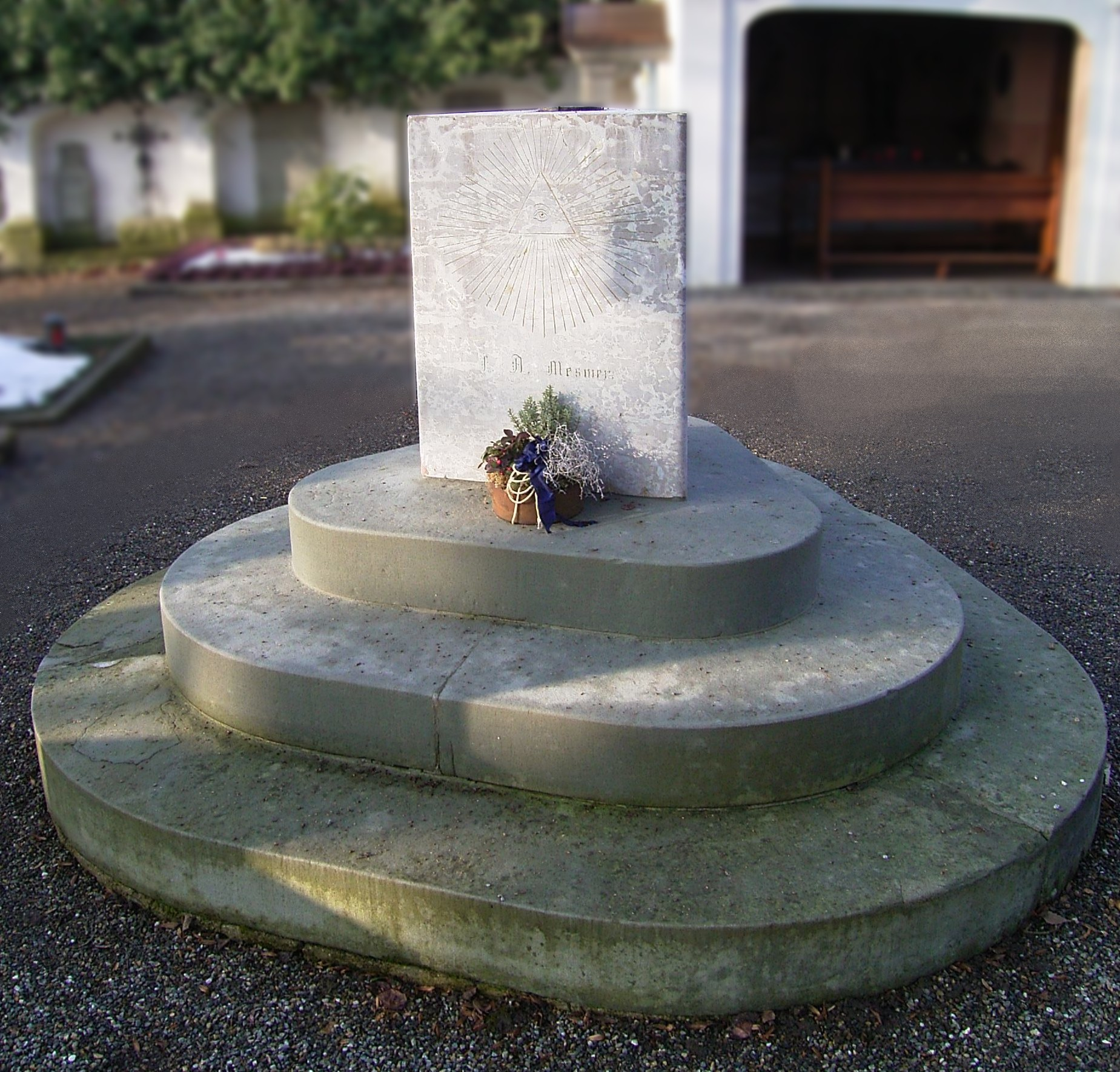
Le tombeau de Franz Anton Mesmer à Meersburg.

## Jumelages

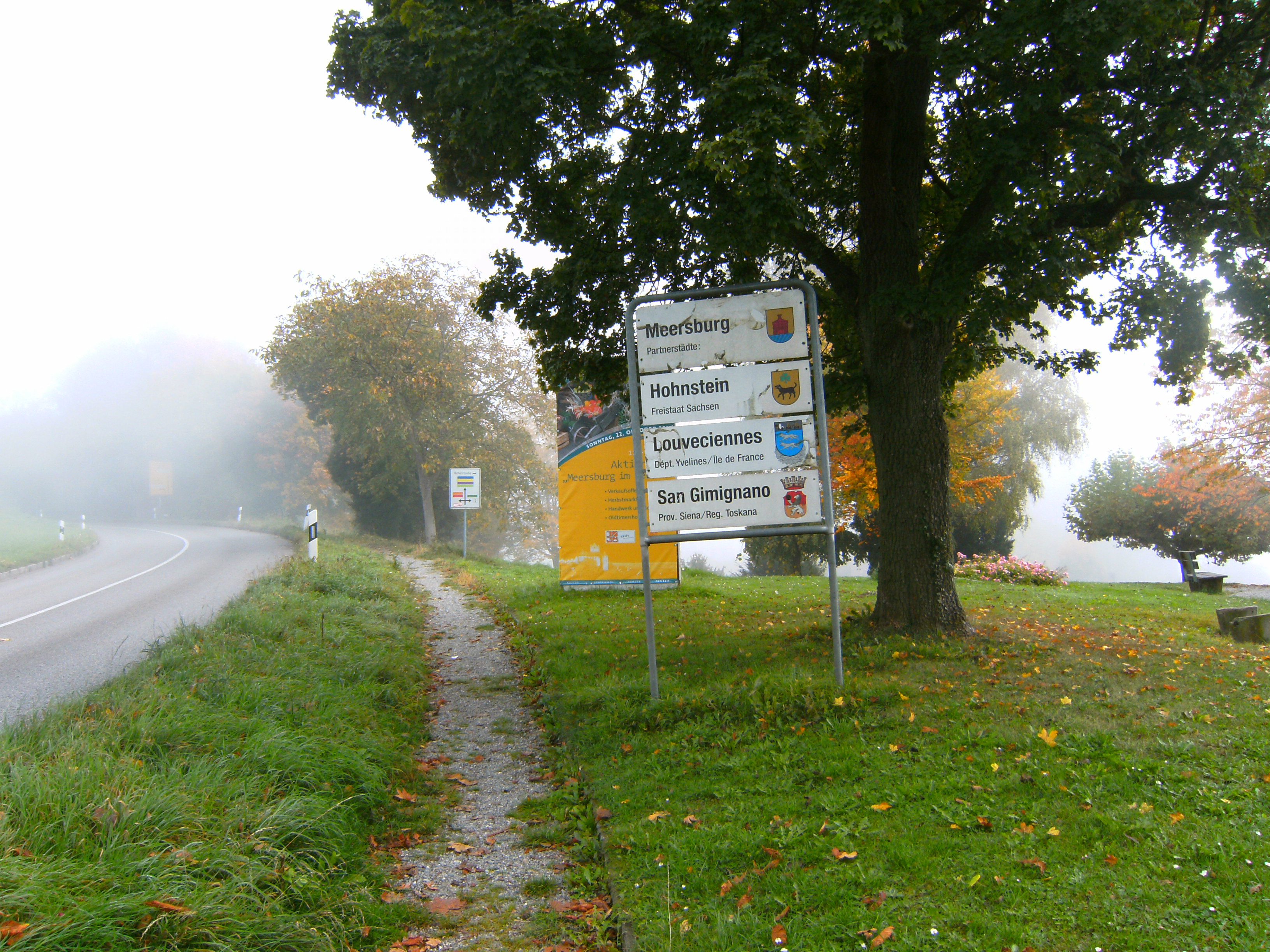
Meersburg, Bundesstraße 33 (route), Dr.-Moll-Platz: Panneau des villes jumelées de Meersburg

- Hohnstein (Allemagne) depuis 1991
- Louveciennes (France) depuis 1991
- San Gimignano (Italie) depuis 2002

## Personnalités

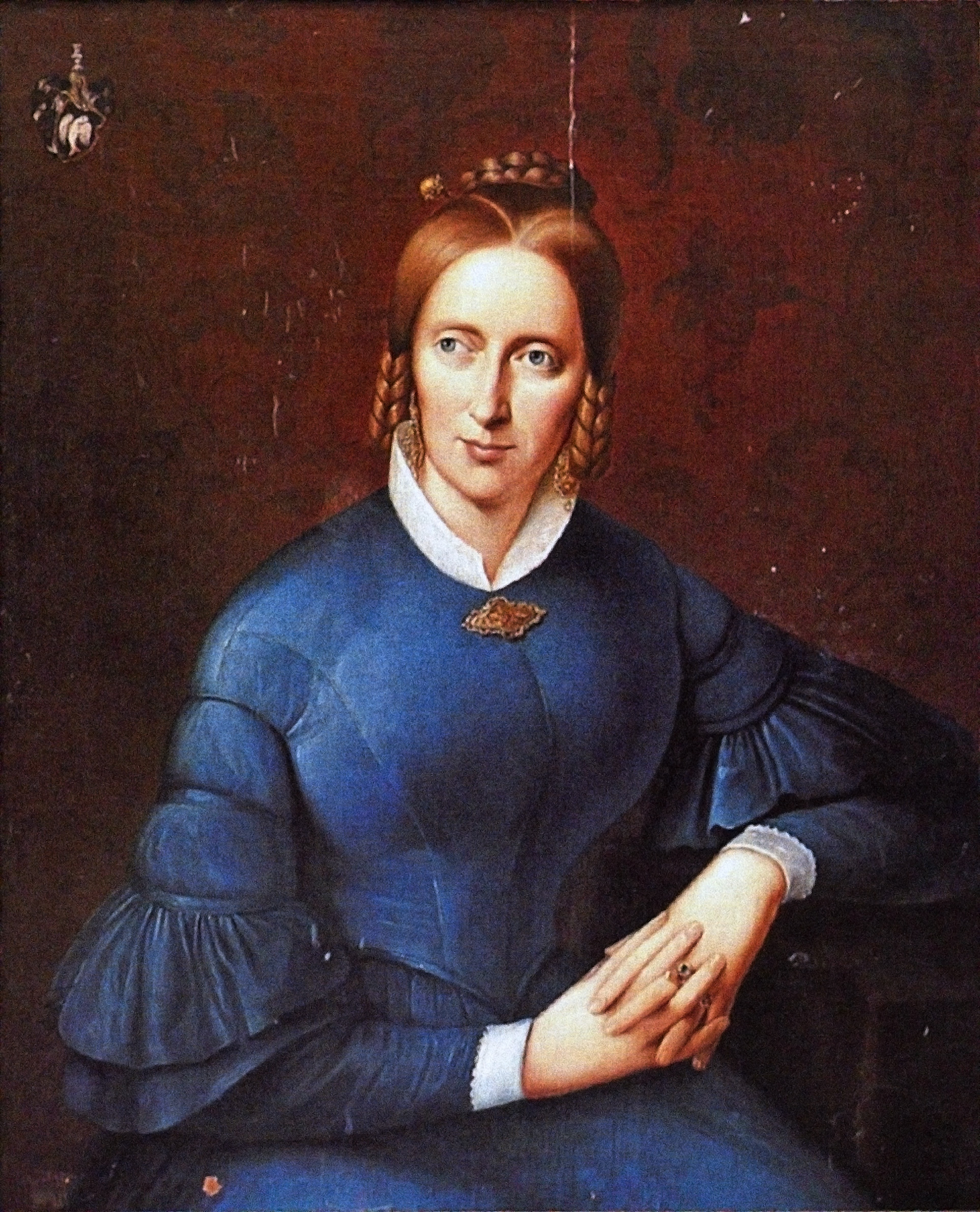
Portrait de Annette von Droste-Hülshoff.

La ville remet également un prix de poésie chaque année en l’honneur de Annette von Droste-Hülshoff qui a vécu et est morte dans le château de Meersburg. Elle possédait aussi un refuge appelé Fürstenhäusle dans lequel se trouve un musée en son honneur.
Franz Anton Mesmer, médecin du XVIIIe siècle qui était réputé pouvoir guérir par imposition des mains, est mort à Meersburg  en 1815. Son tombeau se trouve au cimetière de Meersburg environ 500 m au nord-est de la ville haute (Oberstadt).